# Poetikprofessur
Poetikprofessuren sind heute an verschiedenen Universitäten eingerichtet. Die Professur (mancherorts Dozentur genannt) ist dabei keine ordentliche Universitätsprofessur, sondern ein Ehrentitel, der die besondere Kompetenz und Leistung eines Autors betonen soll, der als herausragend und wegweisend in seinem Feld eingeschätzt und daher an die Universität eingeladen wird, um seine eigene Poetik zur Darstellung bzw. auf den Begriff zu bringen.
Poetik-Professuren haben primär zwei Absichten: Erstens ist der zur Übernahme der Professur eingeladene Schriftsteller zur theoretischen Reflexion und zur Ausformulierung der Eckpunkte seines eigenen Literaturverständnisses (seiner Poetik) aufgefordert. Das Ergebnis des Nachdenkens über den eigenen Literaturbegriff wird zweitens in der Regel in einer Reihe öffentlicher Vorträge einer universitären sowie darüber hinaus der allgemeinen interessierten Öffentlichkeit vorgestellt, um so eine komplexe Auseinandersetzung mit einem literarischen Werk auf hohem Reflexionsniveau zu befördern.
In der frühen Neuzeit waren Professuren für Poetik häufig an den Artistenfakultäten oder den diese ablösenden Philosophischen Fakultäten angesiedelt. Seit dem Abklingen der Geltung normativer Poetiken mit dem Ausgang des 18. Jahrhunderts hat die Poetik eines Werkes, hat also der hinter einem literarischen Werk stehende Literaturbegriff in wachsendem Maße subjektiven und nur noch für den individuellen Autor verbindlichen Charakter. Poetikdozenturen und -professuren haben sich seit der ersten modernen Professur dieser Art, den 1959 begonnenen Frankfurter Poetikvorlesungen, als zentrales Medium sowohl der Förderung des öffentlichen Gesprächs über Literatur wie zur Beförderung der wissenschaftlichen Auseinandersetzung mit zeitgenössischer Literatur erwiesen: Gedruckte Poetik-Vorlesungen sind wesentliche Orientierungspunkte bei der reflektierten Auseinandersetzung mit einem literarischen Werk.
- Poetik-Professur an der Universität Bamberg, seit 1985/1986
- Poetik-Professur für Dramatik an der Universität des Saarlandes, seit 2011/12
- Brüder Grimm Professur der Universität Kassel, seit 1991[5]
- Frankfurter Poetik-Vorlesungen, zunächst initiiert vom S. Fischer-Verlag, heute finanziert u. a. vom Suhrkamp-Verlag seit 1959
- Oldenburger Poetikprofessur für Kinder- und Jugendliteratur, finanziert von der EWE-Stiftung seit 2004.
- Chamisso-Poetikdozentur der TU Dresden und der Robert Bosch Stiftung
- Heiner-Müller-Gastprofessur für deutschsprachige Poetik des Berliner Literaturpreises
- Oxford Professor of Poetry
- Paderborner Gastdozentur für Schriftstellerinnen und Schriftsteller

## Vergleiche
- Poetikdozentur
- Poetikvorlesung

## Sekundärliteratur
- Assmann, David-Christopher: „Rausch und Arbeit, harte Arbeit. John von Düffels Authentifizierungsgeste“, in: Seminar. A Journal of Germanic Studies 47.3 (2011), S. 365–378.
- Basker, David: „'Schlüsselszenen der Erfahrung': (Dis)location in the Prose Work of Hans-Ulrich Treichel“, in: ders. (Hrsg.), Hans-Ulrich Treichel (= Contemporary German Writers), Cardiff: University of Wales Press 2004, S. 37–60.
- Bohley, Johanna: „Zur Konjunktur der Gattung Poetikvorlesung als „Form für Nichts““, in: Schöll, Julia/Bohley, Johanna (Hrsg.), Das erste Jahrzehnt. Narrative und Poetiken des 21. Jahrhunderts, Würzburg: Königshausen u. Neumann 2012, S. 227–242.
- Meiser, Katharina: „Dimensionen des Politischen in Poetikvorlesungen“, in: Neuhaus, Stefan / Nover, Immanuel (Hrsg.), Das Politische in der Literatur der Gegenwart, Berlin; Boston: de Gruyter 2018, S. 163–182.
- Meiser, Katharina: „Das Leidensglück der Schriftsteller. Zur Funktionalisierung eines Topos in Poetikvorlesungen“, in: Le Moël, Sylvie/Rothmund, Elisabeth (Hrsg.), Theoretische und fiktionale Glückskonzepte im deutschen Sprachraum (17. bis 21. Jahrhundert), Berlin: Frank und Timme 2019, S. 133–152.
- Monika Schmitz-Emans: Reflexionen über Präsenz. Poetikvorlesungen als Experimente mit dem Ich und mit der Zeit. In: dies. u. a. (Hrsg.): Komparatistik als Humanwissenschaft. Festschrift zum 65. Geburtstag von Manfred Schmeling. Unter Mitarbeit von Hans-Joachim Backe u. a., Königshausen u. Neumann, Würzburg 2008, S. 377–386.
- Schmitz-Emans, Monika u. a. (Hrsg.): Poetiken. Autoren – Texte – Begriffe. Unter Mitarbeit von Kai Fischer u. a. 2009.
- Volk, Ulrich: Der poetologische Diskurs der Gegenwart. Untersuchungen zum zeitgenössischen Verständnis von Poetik, dargestellt an ausgewählten Beispielen der Frankfurter Stiftungsgastdozentur Poetik, Frankfurt a. M. u. a.: Peter Lang 2003.